# Acrophasmus atriventris
Acrophasmus atriventris är en stekelart som först beskrevs av Cresson 1872.  Acrophasmus atriventris ingår i släktet Acrophasmus och familjen bracksteklar. Inga underarter finns listade i Catalogue of Life.